# Drinfeldreciprocitet
Inom matematiken är Drinfeldreciprocitet, introducerat av Drinfeld (1974), en korrespondens mellan egenformer av modulrummen av Drinfeldmoduler och faktorer av den motsvarande Jacobiska varietén så att alla förvrängda L-funktioner är alla lika.